# Hlaponci
Hlaponci – wieś w Słowenii, w gminie Juršinci. W 2018 roku liczyła 258 mieszkańców.